# Bajomi Nagy György
Bajomi Nagy György (Szentes, 1966. december 16. – 2023. november 28.) Jászai Mari-díjas magyar színész.

## Életpályája
1992-ben végzett a Színház- és Filmművészeti Főiskolán. 
1992–1994 között a nyíregyházi Móricz Zsigmond Színház, 1994–2004 között a Pécsi Nemzeti Színház tagja volt. 2004–2009 között szabadúszó, többször játszott a Nemzeti Színházban, valamint a Tűzvonalban című sorozat állandó szereplője is volt. 2009–2020 között a szombathelyi Weöres Sándor Színház tagja volt. 2020-tól az Örkény Színház színésze volt.

## Halála
Hosszan tartó betegsége után 2023. november 28-án hunyt el rákban.

## Filmográfia
- Kisváros (1995–2000)
- Tűzvonalban (2007–2010)
- Csaó, Bambinó! (2005)
- Munkaügyek (2013, 2014)
- Fapad (2014)
- Veszettek (2015)
- A tökéletes gyilkos (2017)
- Jóban Rosszban (2018)
- Egynyári kaland (2018)
- Alvilág (2019)
- Nyugati nyaralás (2022)
- Valami madarak (2023)

## Díjai és kitüntetései
- Holdbeli csónakos-díj (2013)
- Thália Humorfesztivál (2015) – különdíj
- POSzT (2015) – a Színházi Dolgozók Szakszervezetének Básti Lajos Díja
- Városmajori Színházi Szemle (2015) – A legjobb férfi főszereplő – Vitéz Mihály (rendező: Béres Attila)
- Básti Lajos-díj (2015)[9]
- Gábor Miklós-díj (2016)
- Jászai Mari-díj (2018)